# Carolina Panthers 2005
La stagione 2005 dei Carolina Panthers è stata l'11ª della franchigia nella National Football League, la quinta con John Fox come capo-allenatore. La squadra migliorò il proprio record di 7-9 della stagione precedente salendo 11–5, tornando ai playoff dopo un anno di assenza. Al 2014 questa è l'unica volta che i Panthers si sono qualificati ai playoff come wild card. La squadra fu eliminata nella finale della NFC dai Seattle Seahawks perdendo per 34–14.

## Calendario

### Stagione regolare
| Turno                                                        | Data               | Avversario              | Risultato          | Risultato          | Stadio                  | Tabellino          |
| Turno                                                        | Data               | Avversario              | Punteggio          | Record             | Stadio                  | Tabellino          |
| ------------------------------------------------------------ | ------------------ | ----------------------- | ------------------ | ------------------ | ----------------------- | ------------------ |
| 1                                                            | 11/9/2005          | New Orleans Saints      | S 20–23            | 0–1                | Bank of America Stadium | 72,920             |
| 2                                                            | 18/9/2005          | New England Patriots    | V 27–17            | 1–1                | Bank of America Stadium | 73,528             |
| 3                                                            | 25/9/2005          | at Miami Dolphins       | S 24–27            | 1–2                | Dolphins Stadium        | 72,288             |
| 4                                                            | 3/10/2005          | Green Bay Packers       | V 32–29            | 2–2                | Bank of America Stadium | 73,657             |
| 5                                                            | 9/10/2005          | at Arizona Cardinals    | V 24–20            | 3–2                | Sun Devil Stadium       | 38,809             |
| 6                                                            | 16/10/2005         | at Detroit Lions        | V 21–20            | 4–2                | Ford Field              | 61,083             |
| 7                                                            | Settimana di pausa | Settimana di pausa      | Settimana di pausa | Settimana di pausa | Settimana di pausa      | Settimana di pausa |
| 8                                                            | 30/10/2005         | Minnesota Vikings       | V 38–13            | 5–2                | Bank of America Stadium | 73,502             |
| 9                                                            | 6/11/2005          | at Tampa Bay Buccaneers | V 34–14            | 6–2                | Raymond James Stadium   | 65,014             |
| 10                                                           | 13/11/2005         | New York Jets           | V 30–3             | 7–2                | Bank of America Stadium | 73,529             |
| 11                                                           | 20/11/2005         | at Chicago Bears        | S 3–13             | 7–3                | Soldier Field           | 62,156             |
| 12                                                           | 27/11/2005         | at Buffalo Bills        | V 13–9             | 8–3                | Ralph Wilson Stadium    | 71,440             |
| 13                                                           | 4/12/2005          | Atlanta Falcons         | V 24–6             | 9–3                | Bank of America Stadium | 73,661             |
| 14                                                           | 11/12/2005         | Tampa Bay Buccaneers    | S 10–20            | 9–4                | Bank of America Stadium | 73,467             |
| 15                                                           | 18/12/2005         | at New Orleans Saints   | V 27–10            | 10–4               | Tiger Stadium           | 32,551             |
| 16                                                           | 24/12/2005         | Dallas Cowboys          | S 20–24            | 10–5               | Bank of America Stadium | 73,436             |
| 17                                                           | 1/1/2006           | at Atlanta Falcons      | V 44–11            | 11–5               | Georgia Dome            | 70,796             |
| NOTA: Gli avversari della propria division sono in grassetto |                    |                         |                    |                    |                         |                    |

### Playoff
| Turno            | Data      | Avversario          | Risultato | Risultato | Stadio         | Pubblico |
| Turno            | Data      | Avversario          | Punteggio | Record    | Stadio         | Pubblico |
| ---------------- | --------- | ------------------- | --------- | --------- | -------------- | -------- |
| Wild Card        | 8/1/2006  | at New York Giants  | V 23–0    | 12–5      | Giants Stadium | 79,378   |
| Divisional       | 15/1/2006 | at Chicago Bears    | V 29–21   | 13–5      | Soldier Field  | 62,209   |
| Finale della NFC | 22/1/2006 | at Seattle Seahawks | S 14–34   | 13–6      | Qwest Field    | 67,837   |

## Premi
- Steve Smith:

comeback player of the year (condiviso con Tedy Bruschi)